# 渡忠秋
渡 忠秋（わたり ただあき、1811年3月4日（文化8年2月10日） - 1881年（明治14年）6月5日）は、幕末から明治初期の歌人。御歌所御用掛。

## 生涯
1811年3月4日（（旧暦）文化8年2月10日）近江国高島郡舟木（現滋賀県高島市安曇川町南舟木）に生まれ、鳥居家より渡家を継いだ、通称新太郎と言い、楊園・桂蔭と号した。楊園とは、万葉集のあど川柳の歌（霰降り遠江のあど川柳、刈れどもまたも生ふちう あど川柳）にちなみ名付けたと伝えられる。同郷の国学者中江千別（なかえちわき）に学び、後に和歌の道を志し京都に出て香川景樹（桂園）の門に入る。
家を弟に譲り京都に住み、時の右大臣三条実万に仕え、香川景樹の没後は桂園派を守った。また、1865年（慶応元年）には、近江蒲生郡下麻生村（現・滋賀県東近江市）にある山部神社において渡忠秋の勧めで当時の領主であった関盛章が赤人廟碑の碑文を刻み、1868年（明治元年）その碑が境内に建立されるなど歌文化の掘り起しにも努めた。1874年（明治7年）東京に移り、宮内省雇歌道御用掛となり、1876年（明治9年）病から辞職し、京都岡崎に住む。晩年、祇王寺の近くに移り1881年（明治14年）6月5日死去した。

## 著作
- 著作

「京都鍾秀録」（安部井音人・渡忠秋編 1878年）
「先入抄」（渡忠秋纂述 1880年）
「読史有感集」（渡忠秋著 1873年）
- 代表作（句）

昨日今日 降りしは消えて なかなかに 去年の雪のみ 残る野辺かな
ふるさとの 垣ねのうはら 雪消えて 都こひしき 春風そ吹く
見そなはす 梅の馨を かしこくも わか袖にさへ とめてけるかな
あけゆくを 忘れはててや 残るらん 花にかかれる 有明の月
春来ぬと いへは花こそ またれけれ あまりをさなき わか心かな
大原や おほろの清水 みくさゐて おほつかなくも 鳴く蛙かな
あしひきの 山子規 さみたれの 雲のはやしの かけに鳴くなり
たれとたか 心あふちの 花かけに 軒をならへし すまひなるらむ
大君の おほみ車は ひさかたの 雲居をかける 駒そひくらむ
さらにまた 影もととめす なりにけり 鷹巣の山の 峰のしら雲

## 歌碑
- 「渡忠秋 歌碑」： 「後の世も夢ならば花にとぶ 嵯峨野の蝶と我はなりけむ 渡忠秋大人之碑」と刻まれ、裏面「文化8年2月5日 生于舟木 明治14年6月5日 歿于京都 享年七十一 明治45年4月10日 建之」（所在地：滋賀県高島市安曇川町南船木238西光寺）